# Frieda Inescort

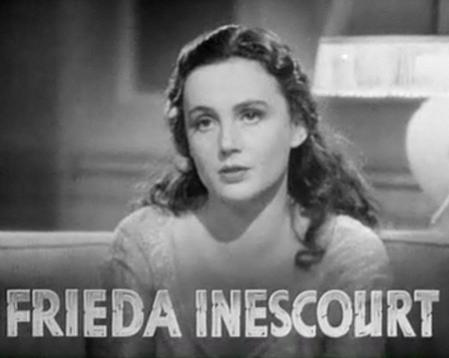
Frieda Inescort i en filmtrailer.

Frieda Inescort, född 29 juni 1901 i Edinburgh, Skottland, död i 26 februari 1976 i Woodland Hills, Los Angeles, var en skotsk skådespelare, senare bosatt och verksam i USA. Under åren 1922-1948 medverkade hon i tjugotalet scenproduktioner på Broadway. Hon medverkade också i runt 50 filmer, oftast i större biroller.

## Filmografi, urval
- 1935 – Mörkrets ängel
- 1936 – Hennes livs hemlighet
- 1936 – Falskt spår
- 1940 – En man för Elizabeth
- 1940 – Brevet
- 1941 – Bröllopsdansen
- 1941 – En kvinna minns...
- 1941 – Mary Dugans process
- 1942 – Charmören Andy Hardy
- 1943 – Synda på nåden
- 1951 – En plats i solen
- 1954 – Kanske en Casanova
- 1956 – Musik under stjärnorna